# Madoce leucocosmalis
Madoce leucocosmalis là một loài bướm đêm trong họ Erebidae.